# Razor Fist
Razor Fist est le nom d'un super-vilain, appartenant à l'univers de Marvel Comics. Il est apparu pour la première fois dans Master of Kung Fu #29, en 1975.

## Origines
L'identité de Razor Fist a été partagée par trois hommes.

### Le Razor Fist originel
Le premier d'entre eux était l'assassin William Young, employé comme garde-du-corps par un criminel basé dans le sud de la France, Carlton Velcro. Il affronta Shang-Chi et fut abattu accidentellement par les hommes de son employeur.

### La relève
Le Razor Fist suivant était en réalité l'identité partagée par deux frères, Douglas Scott et William Scott, ayant chacun perdu une main dans un accident de voiture. Ils travaillèrent aussi pour le compte de Carlton Velcro.
Douglas fut abattu accidentellement par Velcro. Peu après, William perdit sa deuxième main, pendant un combat contre Colleen Wing, des Filles du Dragon.
William s'associa à Zaran et Shockwave pour attaquer les Vengeurs de la Côte Ouest, puis partit travailler à Madripoor pour le compte du criminel Roche. Là, il affronta Wolverine et échappa de peu à la mort.
Il a aussi été l'ennemi majeur de Toxin et fut gravement blessé par Elektra.
Dans Peter Parker : Spider-Man #81, il fit de nouveau équipe avec Shockwave sur ordre de son employeur, pour éliminer Le Chat, ex-espion et champion d'arts martiaux. Il kidnappa son fils pour l'attirer dans un piège. Mais Spider-Man intervient en libérant le jeune garçon qui alors, écrasa facilement Razor Fist. Et il fut arrêté.
Il s'échappa du Raft quand Electro provoqua une évasion de masse, mais fut ensuite repris par la police.

### Secret Invasion
Sorti de prison, il rejoignit le Syndicat de The Hood et lutta avec lui pour repousser les Skrulls.

### Dark Reign
Avec Scorcher, le Griffon, et le Laser Vivant, sur ordre de The Hood, il poursuivit Gauntlet et Tigra en fuite du projet Initiative quand Norman Osborn en prit le contrôle. Les héros leur échappèrent grâce à l'arrivée des New Warriors de Justice.
On le revit par la suite travailler à San Francisco pour le compte de la Guilde des Assassins de Belladonna, à la poursuite de Domino qui les avait volés.

## Pouvoirs
- Les avant-bras de Razor Fist ont été remplacés par des lames d'acier.
- C'est un athlète, formé aux arts martiaux

## Adaptations

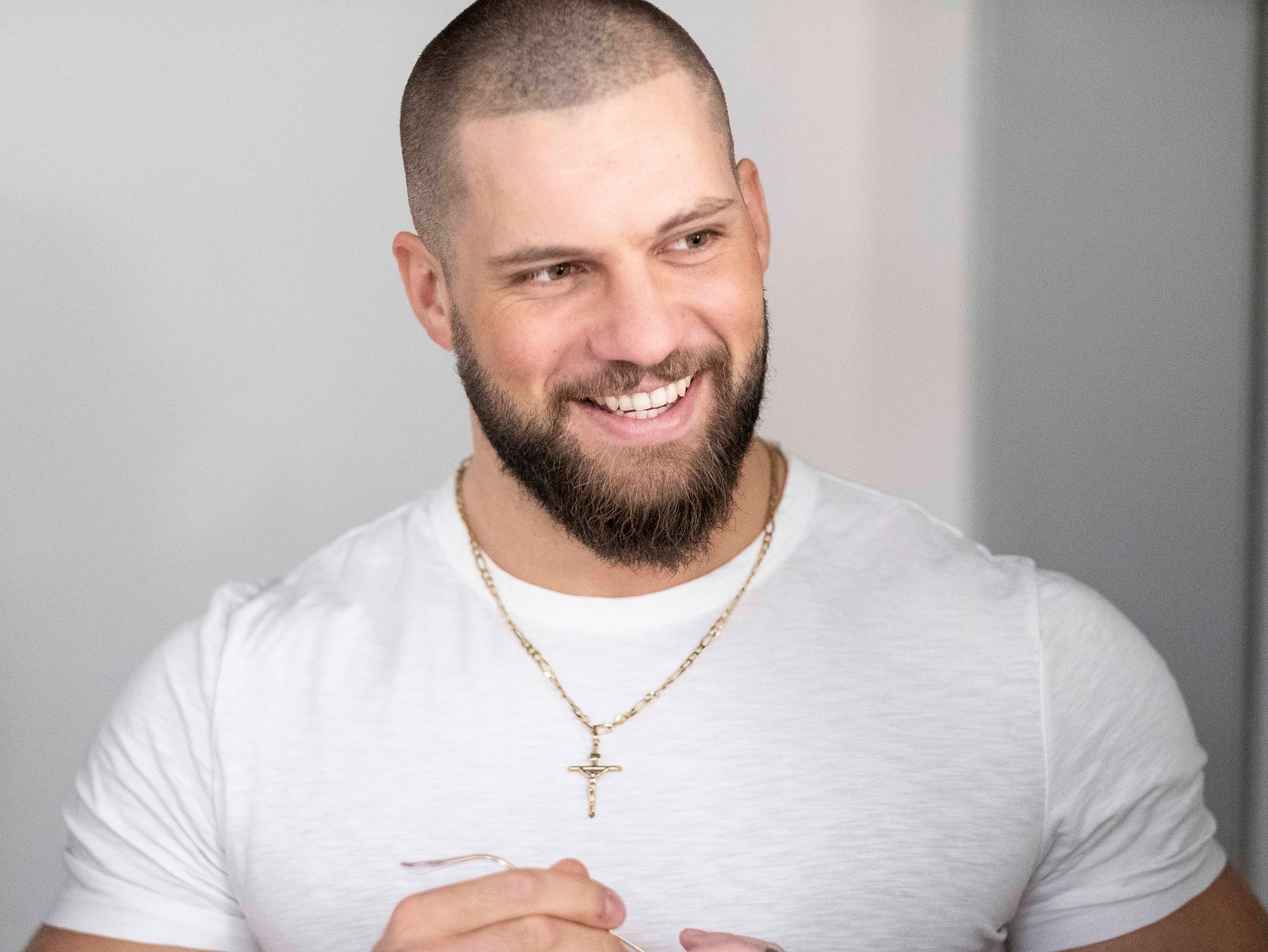
L'acteur et ancien boxeur Florian Munteanu incarne Razor Fist dans le film Shang-Chi et la Légende des Dix Anneaux de 2021.

Interprété par Florian Munteanu dans l'univers cinématographique Marvel
- 2021 : Shang-Chi et la Légende des Dix Anneaux, réalisé par Destin Daniel Cretton

Razor Fist (dont le nom n'est jamais prononcé, mais est inscrit sur la carrosserie de sa voiture) apparaît comme un assassin au service de l'organisation criminelle des Dix Anneaux.